# 无仇站
無仇站（朝鲜语：무구역；）曾为朝鲜铁路白川線上的一个车站，位于黄海南道白川郡，启用及废止时间不明。